# Il sapore dei semi di mela
Il sapore dei semi di mela (in tedesco Der Geschmack von Apfelkernen) è il primo romanzo della scrittrice e saggista tedesca Katharina Hagena, pubblicato nel 2008 nella prima edizione in tedesco da Kiepenheuer & Witsch e nel 2009 nella prima edizione in italiano da Garzanti. 

## Descrizione
Il sapore dei semi di mela, primo romanzo di Katharina Hagena, ha ottenuto un grande successo, è stato tradotto in numerose lingue e è stato adattato per il cinema nel 2013.

## Trama
La storia racconta della morte di Bertha e di quando la nipote Iris eredita la vecchia casa di famiglia a Bootshaven. Iris non è sicura di voler accettare l'eredità perché troppi ricordi dolorosi restano nel vecchio edificio. Così si mette alla ricerca dei propri ricordi cercando di dimenticarli e vaga di stanza in stanza. Si muove nel vecchio giardino che per lei è magico perché un melo vi è fiorito due volte in un anno. Ritrova Max, il fratello della sua amica d'infanzia Mira. Riallacciando il rapporto con Max Iris inizia a far pace coi suoi ricordi delle antiche amicizie, degli amori e ripensa alla morte di sua cugina Rosmarie.

## Edizioni

### Edizione originale in tedesco
- (DE) Katharina Hagena, Der Geschmack von Apfelkernen, Köln, Kiepenheuer & Witsch, 2008, OCLC 239360828.

### Edizione in italiano
- Katharina Hagena, Il sapore dei semi di mela, traduzione di Emanuela Cervini, Milano, Garzanti, 2009, ISBN 978-88-11-69440-3, OCLC 1030987250.

### Alcune edizioni in altre lingue
- (CS) Katharina Hagena, Chut' jablečných jadýrek [romān], traduzione di Petr Štědroň, Brno, Host, 2010, OCLC 724756238.
- (ES) Katharina Hagena, El sabor de las pepitas de manzana : una casa heredada, un árbol y muchos, Madrid, Maeva, 2011, OCLC 800444561.
- (FR) Katharina Hagena, Le goût des pépins de pomme, Paris, Librairie générale française, 2011, OCLC 898744975.
- (TR) Katharina Hagena, Elma çekirdeği, traduzione di Firuzan Gürbüz, İstanbul, Pegasus Yayınları, 2011, OCLC 882197385.
- (NL) Katharina Hagena, De smaak van appelpitten : roman, traduzione di Nelleke van Maaren, Leidschendam, Uitgeverij XL, 2012, OCLC 788054619.
- (EN) Katharina Hagena, The taste of apple seeds, traduzione di Jamie Bulloch, New York, NY, William Morrow, an imprint of HarperCollinsPublishers, 2014, OCLC 850181085.
- (VI) Katharina Hagena, Vi hat tao, traduzione di Quang Lê, Hanoi, NXB Phu nu, 2016, OCLC 949942249.

## Adattamenti cinematografici
Il film Der Geschmack von Apfelkernen, per la regia di Vivian Naefe e con Hannah Herzsprung nel ruolo della protagonista Iris è basato sull'omonimo bestseller di Katharina Hagena ed è uscito in Germania nel 2013.